# Синдром
Синдром, етимолошки од Грчке речи (грч. συνδρομή - успети заједно), (лат. syndroma), је у клиничкој медицини, психијатрији и клиничкој психологији, скуп међусобно повезаних симптома који чине једну кохерентну нозолошку целину (нпр. анксиозно-депресивни синдром, параноидни синдром, Корсаковљев синдром). У психологији личности и социјалној психологији, синдром означава склоп емпиријски и смисаоно повезаних црта личности које се јављају заједно у некој личности и образују одређену релативно чврсту структуру. Синдром у медицини обично чини најмање три симтома, међусобно повезаних који се увек јављају заједно (тзв. клинички тријас симптома), али их може бити и више.
Реч потиче од грчког σύνδρομον, што значи „подударност“.‍:1818 Када је синдром упарен са одређеним узроком, то постаје болест. У неким случајевима, синдром је толико блиско повезан са патогенезом или узроком да се речи синдром, болест и поремећај на крају користе синонимно. Ова замена терминологије често збуњује стварност и значење медицинских дијагноза. Ово се посебно односи на наследне синдроме. Отприлике једна трећина свих фенотипова који су наведени у OMIM-у описани су као дисморфни, што се обично односи на гешталт лица. На пример, Даунов синдром, Волф-Хиршхорнов синдром и Андерсен-Тавилов синдром су поремећаји са познатом патогенезом, тако да је сваки више од скупа знакова и симптома, упркос номенклатури синдрома. У другим случајевима, синдром није специфичан само за једну болест. На пример, синдром токсичног шока може бити узрокован разним токсинима; премоторни синдром може бити узрокован различитим лезијама мозга; а предменструални синдром није болест већ једноставно скуп симптома.

## Подсиндроматски симптоми
Ово је случај када постоји низ симптома који указују на одређену болест или стање, али не испуњавају дефинисане критеријуме који се користе за постављање дијагнозе те болести или стања. То може бити донекле субјективно, јер је на крају на клиничару да постави дијагнозу. То може бити зато што болест није напредовала до нивоа или прешла праг, или су то само слични симптоми узроковани другим проблемима. Субклиничко стање је синонимно, јер је једна од његових дефиниција „где су неки критеријуми испуњени, али нису довољни за постизање клиничког статуса“; међутим субклинички није увек заменљиво, јер може значити и „не може се детектовати или производи ефекте који се не могу открити помоћу уобичајених клиничких тестова“; тј. асимптоматски.

## Употреба

### Општа медицина
У медицини се користи широка дефиниција синдрома, која описује скуп симптома и налаза без њиховог обавезног везивања за једну патогенезу која се може идентификовати. Примери инфективних синдрома укључују енцефалитис и хепатитис, који могу имати неколико различитих инфективних узрока. Специфичнија дефиниција која се користи у медицинској генетици описује подскуп свих медицинских синдрома.

### Психијатрија и психопатологија
Психијатријски синдроми који се често називају психопатолошким синдромима (психопатологија се односи и на психичке дисфункције које се јављају код менталних поремећаја и проучавање порекла, дијагнозе, развоја и лечења менталних поремећаја).
У Русији се ови психопатолошки синдроми користе у савременој клиничкој пракси и детаљно описују у психијатријској литератури: астенични синдром, опсесивни синдром, емоционални синдроми (нпр. манични синдром, депресивни синдром), Котаров синдром, кататонични синдром, хебефренички синдром, делузиони и халуцинаторни синдроми (на пример, параноидни синдром, параноидно-халуцинаторни синдром, Кандински-Клерамбоов синдром познат и као синдром психичког аутоматизма, халуциноза), парафренични синдром, психопатски синдроми (укључује све поремећаје личности, синдром замагљивања свести, (на пример замућење свести, аментијални синдром познат и као аментија, делириозни синдром, синдром омамљене свести, онеироидни синдром), хистерични синдром, неуротични синдром, Корсаковов синдром, хипохондријски синдром, параноични синдром, сенестопатички синдром.
Неки примери психопатолошких синдрома који се користе у савременој Немачкој су психооргански синдром, депресивни синдром, параноидно-халуцинаторни синдром, опсесивно-компулзивни синдром, аутономни синдром, синдром непријатељства, манични синдром, синдром апатије.
Познати су и Минхаузенов синдром, Гансеров синдром, синдром дефицита изазваног неуролептицима, референтни олфакторни синдром.

#### Историја
Најважније психопатолошке синдроме је немачки психијатар Емил Крапелин (1856—1926) сврстао у три групе рангиране по тежини. Прву групу, која обухвата благе поремећаје, чини пет синдрома: емоционални, параноични, хистерични, делирични и импулсивни. Друга, средња, група обухвата два синдрома: шизофрени синдром и говорно-халуцинаторни синдром. Трећи обухвата најтеже поремећаје, а састоји се од три синдрома: епилептичког, олигофреног и деменције. У Краепелиновој ери, епилепсија се посматрала као ментална болест; Карл Јасперс је такође сматрао „праву епилепсију“ „психозом“ и описао „три главне психозе“ као шизофренију, епилепсију и манично-депресивну болест.

### Медицинска генетика
У области медицинске генетике, израз „синдром” се традиционално користи само када је познат основни генетски узрок. Дакле, трисомија 21 је опште позната као Даунов синдром.
До 2005. године, CHARGE синдром се најчешће називао „CHARGE асоцијација”. Када је откривен главни узрочник гена (CHD7) за ово стање, име је промењено. Основни узрок консензуса VACTERL асоцијације није утврђен, и стога се обично не назива „синдромом“.

### Остала поља
У биологији, „синдром” се користи у општијем смислу за описивање карактеристичних скупова својстава у различитим контекстима. Примери укључују бихејвиоралне синдроме, као и синдроме полинације и синдроме дисперзије семена.
У орбиталној механици и астрономији, Кеслеров синдром се односи на ефекат где је густина објеката у ниској Земљиној орбити (LEO) довољно висока да судари између објеката могу изазвати каскаду у којој сваки судар генерише свемирски отпад који повећава вероватноћу даљих судара.
У квантној теорији исправљања грешака синдроми одговарају грешкама у кодним речима које се одређују мерењима синдрома, који само урушавају стање у стању грешке, тако да се грешка може исправити без утицаја на квантне информације ускладиштене у кодним речима.

## Именовање
Не постоји утврђена заједничка конвенција за именовање новоидентификованих синдрома. У прошлости, синдроми су често називани по лекару или научнику који је идентификовао и описао стање у иницијалној публикацији, они се називају „епонимним синдромима”. У неким случајевима, болести су назване по пацијенту који у иницијално имао симптоме, или њиховом родном граду (Стокхолмски синдром). Било је изолованих случајева пацијената који су желели да њихови синдроми буду названи по њима, док су њихови лекари били у недоумици у погледу тога. Када је синдром назван по особи, постоји одређена разлика у мишљењу о томе да ли треба да има посесивни облик или не (нпр. Даун синдром наспрам Дауновог синдрома). Северноамеричка употреба је имала тенденцију да фаворизује непосесивни облик, док европске референце често користе посесивни облик. Чак и у Европи постоји тренд удаљавања од посесивног облика, у периоду између 1970. и 2008. године.

## Историја
Авицена је у Канон медицине (објављеном 1025. године) био је пионир идеје о синдрому у дијагнози специфичних болести. Концепт медицинског синдрома је даље развио у 17. веку Томас Сиденхам.

## Примери означавања синдрома
Честа је појава, у медицинској пракси, да се поједини синдроми означавају према ауторима који су их открили (описали), али и према факторима који су их изазвали, најчешћој локализацији итд. Ево најчешћих примера додељивања назива синдрому;
- према презимену или имену аутора: Даунов синдром, Корсаковљев синдром, Паркинсонов синдром, Скуминљев синдром
- према узроку: Краш синдром, Синдром апстиненције
- према патогенетском фактору: компресивни синдром, думпинг синдром
- према доминантном симптому: синдром страха, Хемолитички уремијски синдром
- према типичној анатомској локализацији: цервикални (вратни) синдром,
- према патоанатомском налазу: синдром склерозе мозга

## Галерија синдрома
- Дете са Дауновим синдромом
- Схема ауторецесивног наслеђивања у Блумовом синдрому
- Лофлеров синдром
- Чарг-Штраусов синдром